# Hadramaut

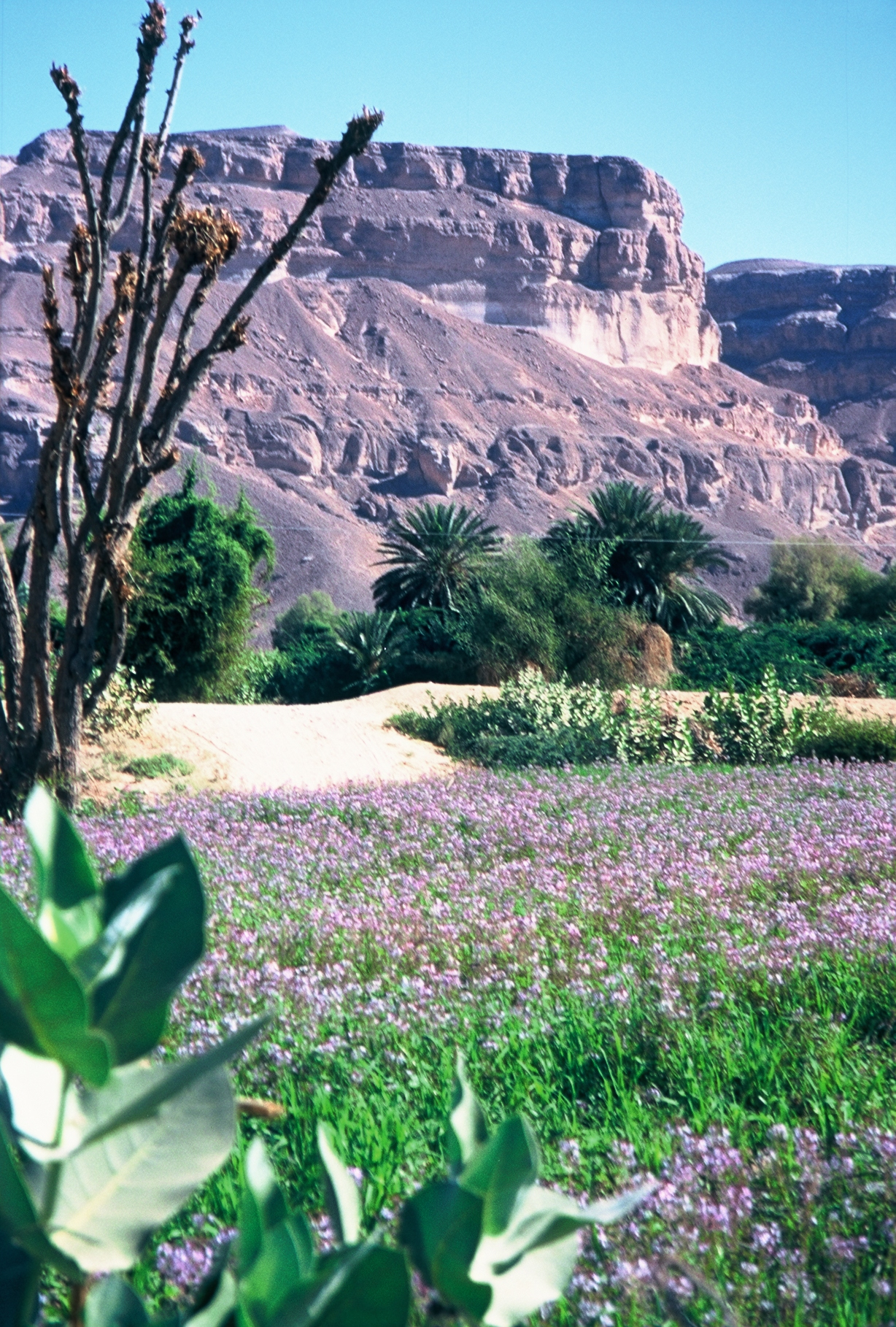
Landschap in de Hadramaut nabij de stad Seijoen

Hadramaut (Arabisch: حضرموت; "land van de zonnebrand"), ook gespeld als Hadramawt, is een landstreek in Jemen, langs de zuidkust van Arabië, ca. 150.000 km² groot met ca. 150.000 inwoners (data ca. 1980). Het gebied is woestijnachtig, en slechts bij de oases is landbouw mogelijk, met producten als dadels, vijgen en tabak.
Een van de eerste westerlingen die dit gebied heeft bezocht was de Nederlandse diplomaat Daniël van der Meulen.